# 下竪杉町
下竪杉町（しもたてすぎのちょう）は、愛知県名古屋市東区の地名。

## 歴史

### 沿革
- 1876年（明治9年） - 竪杉ノ町が上下に分割され、愛知郡下竪杉町として成立[3]。
- 1878年（明治11年）
  - 12月20日 - 名古屋区成立に伴い、同区下竪杉町となる[3]。
  - 12月28日 - 一部が名古屋区杉ノ町に編入される[注釈 1]。
- 1889年（明治22年）10月1日 - 名古屋市成立に伴い、同市下竪杉町となる[3]。
- 1908年（明治41年）4月1日 - 東区成立に伴い、同区下竪杉町となる[3]。
- 1976年（昭和51年）1月18日 - 東区泉一丁目・東桜一丁目にそれぞれ編入され消滅[3]。